# Mangora
A Mangora a keresztespókfélék családjának egyik neme, amelyet Octavius Pickard-Cambridge írt le először 1889-ben. Az ide tartozó fajok többsége Közép- és Dél-Amerikában honos, de Ausztrália és az Antarktisz kivételével minden kontinensen megtalálhatóak. 

## Fajok
A genusba 187 faj tartozik. Magyarországon a réti keresztespók képviseli.
- M. acalypha (Walckenaer, 1802) – réti keresztespók - Madeira, Európa, Észak-Afrika, Törökország, Közel-Kelet, Kaukázus, Oroszország, Közép-Ázsia, Kína
- M. acaponeta Levi, 2005 – Mexikó
- M. acoripa Levi, 2007 – Brazília
- M. acre Levi, 2007 – Kolumbia, Peru, Brazília
- M. alinahui Levi, 2007 – Ecuador, Bolívia, Brazília
- M. amacayacu Levi, 2007 – Kolumbia, Venezuela, Peru, Brazília
- M. amchickeringi Levi, 2005 – Panama, Kolumbia, Venezuela, Trinidad
- M. angulopicta Yin, Wang, Xie & Peng, 1990 – Kína
- M. anilensis Levi, 2007 – Brazília
- M. antillana Dierkens, 2012 – Martinique
- M. antonio Levi, 2007 – Brazília
- M. apaporis Levi, 2007 – Kolumbia, Peru
- M. apobama Levi, 2007 – Peru, Bolívia, Brazília
- M. argenteostriata Simon, 1897 – Brazília
- M. aripeba Levi, 2007 – Brazília
- M. aripuana Levi, 2007 – Brazília
- M. asis Levi, 2007 – Kolumbia
- M. ayo Levi, 2007 – Kolumbia
- M. balbina Levi, 2007 – Brazília
- M. bambusa Levi, 2007 – Kolumbia
- M. barba Levi, 2007 – Kolumbia
- M. bemberg Levi, 2007 – Brazília, Argentína
- M. bimaculata (O. Pickard-Cambridge, 1889) – Mexikótól Costa Ricáig
- M. blumenau Levi, 2007 – Brazília
- M. bocaina Levi, 2007 – Brazília
- M. bonaldoi Levi, 2007 – Brazília
- M. botelho Levi, 2007 – Brazília
- M. bovis Levi, 2007 – Brazília, Guyana
- M. boyaca Levi, 2007 – Kolumbia
- M. brokopondo Levi, 2007 – Brazília, Guyana, Suriname, Francia Guiana
- M. browns Levi, 2007 – Suriname
- M. caballero Levi, 2007 – Brazília, Argentína
- M. cajuta Levi, 2007 – Bolívia
- M. calcarifera F. O. Pickard-Cambridge, 1904 – USA-Costa Rica
- M. campeche Levi, 2005 – Mexikó
- M. candida Chickering, 1954 – Panama
- M. caparu Levi, 2007 – Kolumbia
- M. castelo Levi, 2007 – Brazília
- M. caxias Levi, 2007 – Brazília, Argentína
- M. cercado Levi, 2007 – Brazília
- M. chacobo Levi, 2007 – Peru, Bolívia, Brazília
- M. chanchamayo Levi, 2007 – Peru
- M. chao Levi, 2007 – Brazília, Paraguay
- M. chavantina Levi, 2007 – Brazília, Francia Guiana
- M. chicanna Levi, 2005 – Mexikótól Hondurasig
- M. chiguaza Levi, 2007 – Ecuador, Peru
- M. chispa Levi, 2007 – Peru
- M. chuquisaca Levi, 2007 – Bolívia, Argentína
- M. cochuna Levi, 2007 – Peru, Argentína
- M. colonche Levi, 2007 – Peru, Ecuador
- M. comaina Levi, 2007 – Peru
- M. corcovado Levi, 2005 – Costa Rica
- M. corocito Levi, 2007 – Venezuela, Francia Guiana
- M. craigae Levi, 2005 – Costa Rica
- M. crescopicta Yin, Wang, Xie & Peng, 1990 – Kína, Korea
- M. cutucu Levi, 2007 – Ecuador
- M. dagua Levi, 2007 – Kolumbia
- M. dianasilvae Levi, 2007 – Kolumbia, Venezuela, Trinidad, Peru, Bolívia, Brazília
- M. distincta Chickering, 1963 – Honduras-Costa Rica
- M. divisor Levi, 2007 – Brazília
- M. eberhardi Levi, 2007 – Kolumbia
- M. engleri Levi, 2007 – Ecuador
- M. enseada Levi, 2007 – Brazília, Argentína
- M. explorama Levi, 2007 – Peru
- M. falconae Schenkel, 1953 – Panama, Kolumbia, Venezuela
- M. fascialata Franganillo, 1936 – USA-Honduras, Kuba, Hispaniola, Trinidad
- M. florestal Levi, 2007 – Brazília
- M. foliosa Zhu & Yin, 1998 – Kína
- M. fornicata (Keyserling, 1864) – Kolumbia
- M. fortuna Levi, 2005 – Costa Rica, Panama
- M. fundo Levi, 2007 – Brazília
- M. gibberosa (Hentz, 1847) – Észak-Amerika
- M. goodnightorum Levi, 2005 – Mexikó
- M. grande Levi, 2007 – Venezuela
- M. hemicraera (Thorell, 1890) – Malajzia
- M. herbeoides (Bösenberg & Strand, 1906) – Kína, Korea, Japán
- M. hirtipes (Taczanowski, 1878) – Peru, Brazília, Guyana, Francia Guiana
- M. huallaga Levi, 2007 – Peru, Bolívia
- M. huancabamba Levi, 2007 – Peru
- M. ikuruwa Levi, 2007 – Venezuela, Guyana, Francia Guiana, Peru
- M. inconspicua Schenkel, 1936 – Kína
- M. insperata Soares & Camargo, 1948 – Kolumbia, Peru, Brazília
- M. isabel Levi, 2007 – Brazília, Francia Guiana
- M. itabapuana Levi, 2007 – Brazília
- M. itatiaia Levi, 2007 – Brazília
- M. itza Levi, 2005 – Mexikó
- M. ixtapan Levi, 2005 – Mexikó
- M. jumboe Levi, 2007 – Ecuador
- M. keduc Levi, 2007 – Brazília
- M. kochalkai Levi, 2007 – Kolumbia
- M. kuntur Levi, 2007 – Peru
- M. lactea Mello-Leitão, 1944 – Bolívia, Brazília, Argentína
- M. laga Levi, 2007 – Peru
- M. latica Levi, 2007 – Kolumbia
- M. lechugal Levi, 2007 – Peru, Ecuador
- M. leticia Levi, 2007 – Kolumbia
- M. leucogasteroides Roewer, 1955 – Myanmar
- M. leverger Levi, 2007 – Brazília, Paraguay
- M. logrono Levi, 2007 – Ecuador

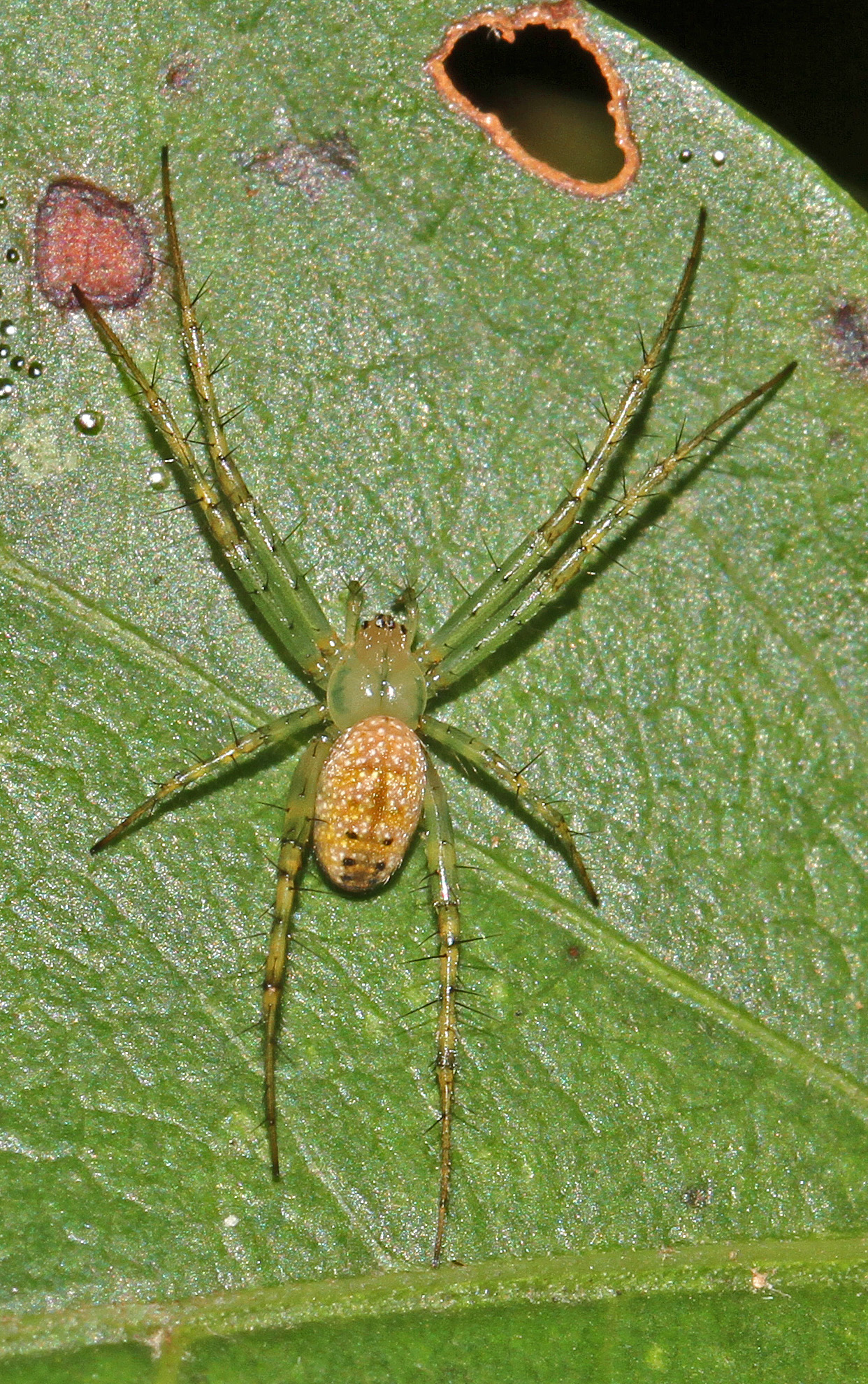
Mangora maculata

- M. maculata (Keyserling, 1865) – USA
- M. mamiraua Levi, 2007 – Brazília
- M. manglar Levi, 2007 – Ecuador
- M. manicore Levi, 2007 – Brazília
- M. mapia Levi, 2007 – Brazília
- M. matamata Levi, 2007 – Kolumbia
- M. mathani Simon, 1895 – Kolumbia, Peru, Ecuador, Brazília
- M. maximiano Levi, 2007 – Brazília
- M. melanocephala (Taczanowski, 1874) – Mexikó-Argentína
- M. melanoleuca Mello-Leitão, 1941 – Argentína
- M. melloleitaoi Levi, 2007 – Brazília
- M. minacu Levi, 2007 – Brazília
- M. missa Levi, 2007 – Brazília, Argentína
- M. mitu Levi, 2007 – Kolumbia
- M. mobilis (O. Pickard-Cambridge, 1889) – Mexikó-Honduras
- M. montana Chickering, 1954 – Costa Rica, Panama
- M. morona Levi, 2007 – Ecuador, Brazília
- M. moyobamba Levi, 2007 – Peru
- M. nahuatl Levi, 2005 – Mexikó
- M. nonoai Levi, 2007 – Brazília
- M. novempupillata Mello-Leitão, 1940 – Kolumbia, Peru, Bolívia, Brazília
- M. nuco Levi, 2007 – Peru
- M. oaxaca Levi, 2005 – Mexikó
- M. ordaz Levi, 2007 – Venezuela
- M. ouropreto Santos & Santos, 2011 – Brazília
- M. oxapampa Levi, 2007 – Peru
- M. pagoreni Levi, 2007 – Peru
- M. palenque Levi, 2007 – Ecuador
- M. paranaiba Levi, 2007 – Brazília
- M. passiva (O. Pickard-Cambridge, 1889) – USA-Nicaragua
- M. paula Levi, 2007 – Brazília
- M. peichiuta Levi, 2007 – Paraguay
- M. pepino Levi, 2007 – Kolumbia
- M. pia Chamberlin & Ivie, 1936 – Panama, Kolumbia, Venezuela, Brazília
- M. picta O. Pickard-Cambridge, 1889 – Mexikó-Honduras
- M. pira Levi, 2007 – Kolumbia
- M. piratini Rodrigues & Mendonça, 2011 – Brazília
- M. piroca Levi, 2007 – Brazília
- M. placida (Hentz, 1847) – Észak-Amerika
- M. polypicula Yin, Wang, Xie & Peng, 1990 – Kína
- M. porcullo Levi, 2007 – Peru
- M. puerto Levi, 2007 – Peru
- M. punctipes (Taczanowski, 1878) – Peru
- M. purulha Levi, 2005 – Guatemala
- M. ramirezi Levi, 2007 – Brazília, Argentína
- M. rhombopicta Yin, Wang, Xie & Peng, 1990 – Kína
- M. rondonia Levi, 2007 – Brazília
- M. rupununi Levi, 2007 – Guyana
- M. sandovalae Pett & Pai-Gibson, 2024 – Paraguay
- M. saut Levi, 2007 – Francia Guiana
- M. schneirlai Chickering, 1954 – Costa Rica, Panama
- M. sciosciae Levi, 2007 – Argentína
- M. semiargentea Simon, 1895 – Sri Lanka
- M. semiatra Levi, 2007 – Kolumbia, Venezuela, Peru
- M. shudikar Levi, 2007 – Guyana
- M. sobradinho Levi, 2007 – Brazília
- M. socorpa Levi, 2007 – Kolumbia
- M. songyangensis Yin, Wang, Xie & Peng, 1990 – Kína
- M. spiculata (Hentz, 1847) – USA, Kína
- M. strenua (Keyserling, 1893) – Brazília, Argentína
- M. sturmi Levi, 2007 – Kolumbia
- M. sufflava Chickering, 1963 – Panama
- M. sumauma Levi, 2007 – Brazília
- M. taboquinha Levi, 2007 – Brazília
- M. taczanowskii Levi, 2007 – Peru
- M. tambo Levi, 2007 – Peru
- M. taraira Levi, 2007 – Kolumbia
- M. tarapuy Levi, 2007 – Ecuador, Brazília
- M. tarma Levi, 2007 – Peru
- M. tefe Levi, 2007 – Kolumbia, Ecuador, Brazília
- M. theridioides Mello-Leitão, 1948 – Guyana
- M. tschekiangensis Schenkel, 1963 – Kína
- M. umbrata Simon, 1897 – Peru
- M. unam Levi, 2007 – Kolumbia, Peru, Brazília
- M. uraricoera Levi, 2007 – Kolumbia, Venezuela, Peru, Ecuador, Brazília, Guyana, Suriname, Francia Guiana
- M. uru Levi, 2007 – Peru
- M. uziga Levi, 2007 – Paraguay, Argentína
- M. v-signata Mello-Leitão, 1943 – Bolívia, Brazília, Argentína
- M. vaupes Levi, 2007 – Kolumbia
- M. velha Levi, 2007 – Brazília
- M. vianai Levi, 2007 – Argentína
- M. villeta Levi, 2007 – Kolumbia
- M. vito Levi, 2005 – Costa Rica
- M. volcan Levi, 2005 – Panama
- M. yacupoi Levi, 2007 – Argentína
- M. yungas Levi, 2007 – Argentína
- M. zepol Levi, 2007 – Kolumbia
- M. zona Levi, 2007 – Peru

## Fordítás
- Ez a szócikk részben vagy egészben  a   Mangora (spider) című angol Wikipédia-szócikk ezen változatának fordításán alapul.  Az eredeti cikk szerkesztőit annak laptörténete sorolja fel. Ez a jelzés csupán a megfogalmazás eredetét és a szerzői jogokat jelzi, nem szolgál a cikkben szereplő információk forrásmegjelöléseként.